# Friedrich Kohlrausch
Friedrich Kohlrausch (n. 14 octombrie 1840, Rinteln, Saxonia Inferioară, Germania – d. 17 ianuarie 1910, Marburg, Imperiul German) a fost un fizician german cunoscut pentru studiile sale referitoare la electrochimie. A elaborat metoda de măsurare a conductivității electrolitice prin folosirea curentului alternativ. A publicat rezultatele studiilor sale in Annalen der Physik. 
A determinat valori pentru mărimea conductivitate electrolitică folosind o punte Wheatstone modificată (punte Kohlrausch).

## Contribuții
A formulat legea migrării independente a ionilor din soluții saline diluate.